# Sonny Greer

Sonny Greer in 1943

William Alexander (Sonny) Greer (Long Branch (New Jersey), 13 december 1895 - New York, 23 maart 1982) was een Amerikaanse jazzdrummer die vooral bekend werd als drummer van Duke Ellington. 
Greer speelde met de band van Elmer Snowdenen de band van het Howard Theatre in Washington, D.C.. In 1919 ontmoette hij Duke Ellington. Vanaf 1923 zou hij deel uitmaken van Ellingtons orkest, toen Ellington's Washingtonians, een vijfmansgroep. Greer zou tot 1951 drummer van Ellington zijn, waar hij de blits maakte door naast zijn drumstel een reeks andere glimmende (percussie)instrumenten op te stellen en bespelen (een gong, buisklokken, een pauk en xylofoon). Hij hoopte hiermee ook indruk te maken op de vrouwen. Greer zou uiteindelijk trouwen met een danseres van de Cotton Club. 
Greer was een van de eerste drummers die naast zijn drum ook andere percussie-instrumenten bespeelde. Zijn spel was smaakvol en subtiel en paste bij het geluid dat Ellington voor ogen stond. Hij speelde relaxed, maar dat wilde er weleens toe leiden tot hij niet de maat hield. Met bassist Jimmy Blanton vormde hij een van de meest sterkste ritme-secties ooit. Op verschillende nummers in de jaren twintig en dertig is Greer ook als zanger te horen.
In de jaren dertig en veertig drumde hij enkele keren met andere orkesten, waaronder dat van Lionel Hampton (tijdens een van diens befaamde Victor-sessies). 
Greer had een drankprobleem en was daarom niet helemaal betrouwbaar. Toen Ellington voor een tournee door Scandinavië voor de zekerheid een extra drummer meenam en Greer op zijn drinken aansprak, ontstond er onenigheid en verliet Greer de band. Hij ging verder met de nieuwe groep van Johnny Hodges, eveneens een oudgediende van Ellington's orkest. Het contact met Ellington werd echter nooit verbroken. Greer werkte verder freelance met Henry 'Red' Allen, Tyree Glenn en J.C. Higginbottham. In de late jaren zestig en jaren zeventig had hij een eigen groep, meestal een trio. In de jaren zeventig waren er verschillende Ellington-tribuut-optredens, waar hij achter de drums zat.
- Bibsys: 3000664
- Biblioteca Nacional de España: XX5026046
- Bibliothèque nationale de France: cb13894702d (data)
- Gemeinsame Normdatei: 134390458
- International Standard Name Identifier: 0000 0001 0776 4589
- Library of Congress Control Number: n84077393
- MusicBrainz: 3ec1c0cf-b825-44bb-876e-d79122d00ae1
- Nationale bibliotheek van Australië: 36029970
- Nationale Bibliotheek van Israël: 987007322163805171
- Réseau des bibliothèques de Suisse occidentale: 02-A012420347
- Istituto Centrale per il Catalogo Unico: PAVV021212
- SNAC: w63g2dqq
- Système universitaire de documentation: 197779069
- Virtual International Authority File: 5117673
- WorldCat: E39PBJvt8BtQ8FHgGPW4XxVgrq